# نجوع الرياينة
قرية نجوع الرياينة هي إحدى القرى التابعة لمركز ساقلتة بمحافظة سوهاج في جمهورية مصر العربية. حسب إحصاءات سنة 2006، بلغ إجمالي السكان في نجوع الرياينة 1667 نسمة، منهم 924 رجل و743 امرأة.